# El contrato social
Del contrato social: o los principios del derecho político, más conocido como El contrato social, es un libro escrito por Jean-Jacques Rousseau y publicado en 1762. Es una obra sobre filosofía política y trata principalmente sobre la libertad e igualdad de los hombres bajo un Estado instituido por medio de un contrato social.
Se dice que este libro fue uno de los muchos incitadores de la Revolución francesa por sus ideas políticas. Bajo la teoría del contrato social se fundamenta buena parte de la filosofía liberal francesa por su visión filosófica del individuo como fundamental, que luego decide vivir en sociedad por lo que necesita del Estado de Derecho que asegure las libertades para poder convivir. Así también se dice que en este libro se exponen lo que en el futuro serían los principios de la filosofía política, en parte por el concepto de la voluntad general.

## Contenido
La obra tiene cuatro libros pero en realidad es un proyecto inacabado, el autor no se veía con fuerzas suficientes para emprender la dificultosa tarea del estudio de los asuntos políticos. A continuación se resumen los temas tratados en cada libro:

### Libro primero
Rousseau inicia con la idea que afirma que todos los hombres nacen libres e iguales por naturaleza. Esta tesis es desarrollada más a fondo cuando se establece en un principio su enigmática frase: «El hombre ha nacido libre y, sin embargo, por todas partes se encuentra encadenado». Al mismo tiempo, nos habla y explica sobre el estado originario del hombre, afirmando que la familia «es el primer modelo de la sociedad política». Rousseau también argumenta contra el derecho del más fuerte: «Convengamos, pues, en que la fuerza no constituye derecho, y que únicamente se está obligado a obedecer a los poderes legítimos» (pág. 8).

### Libro segundo
Rousseau hace una especie de aritmética política, al establecer algunas proporciones entre el número de habitantes, la extensión de los países… El objetivo de toda nación es conseguir abundancia y paz. Cree que el lugar más apto para construir un Estado perfecto es la isla de Córcega. Rousseau coincide con Aristóteles en la necesidad de una clase social media, aunque en el ginebrino hay una mayor tendencia a la uniformidad. Supone que la libertad permanece gracias a la igualdad: «Es precisamente porque la fuerza de las cosas tiende siempre a destruir la igualdad, por lo que la fuerza de la legislación debe siempre tender a mantenerla» (pág 52). Jean-Jacques Rousseau mencionó en su obra «El Contrato Social» que «el matrimonio es un contrato civil, y sólo puede ser disuelto por las leyes civiles» en el libro segundo, capítulo octavo, titulado «Del estado civil».

### Libro tercero
Este libro es el más extenso, y se ocupa fundamentalmente del gobierno y de sus formas. Rousseau sigue desarrollando su particular aritmética política:
«Cuanto más crece el Estado, más disminuye la libertad».
«El gobierno, para ser bueno, debe ser relativamente más fuerte a medida que el pueblo es más numeroso».
«Cuanto más numerosos son los magistrados, más débil es el gobierno».
«La resolución de los asuntos se vuelve más lenta a medida que se encarga de ellos mayor número de personas».
«La relación de los magistrados con el gobierno debe ser inversa a la relación de los súbditos con el soberano».
Este afán calculador lo lleva hasta tales extremos que afirma unas páginas después que «un español viviría ocho días con la comida de un alemán».
Rousseau piensa que la forma de gobierno más adecuada de un país depende del número de habitantes y de su extensión. De este modo, «el gobierno democrático conviene a los pequeños Estados, el aristocrático a los medianos y la monarquía a los grandes».
Rousseau opina que la democracia es una forma tan perfecta de gobierno que no se da nunca en su forma pura; los dioses se gobiernan democráticamente, «pero un gobierno tan perfecto no es propio de hombres».
Rousseau ataca al lujo como obstáculo para la construcción de esa república democrática ideal, que además requiere ser una Ciudad-Estado de ciudadanos virtuosos.
Todo este libro está atravesado por la misma estructura de la Política aristotélica (aunque los análisis del ginebrino son más áridos y menos fundamentados históricamente que los del Estagirita). También tiene como fuente a Montesquieu al dar importancia al clima en el carácter (Herder) de los pueblos: «el despotismo conviene a los países cálidos, la barbarie a los fríos y la civilización a las regiones intermedias».
Otra relación establecida por Rousseau le lleva a afirmar que la opulencia corresponde a las monarquías, la riqueza y extensión medias a las aristocracias, y la pobreza y pequeñez de territorio a las democracias.
Tras dar las características de un buen gobierno (cuyo mejor criterio es la multiplicación de sus miembros) y arremeter contra las letras y las artes que traen la decadencia a los pueblos, el ginebrino plantea su propia teoría de las revoluciones, también más imperfecta y menos acabada que la de Aristóteles. Rousseau afirma tajantemente: «si queremos una institución duradera, no pensemos en hacerla eterna». También es tajante al afirmar el carácter de fenómeno exclusivamente cultural de la política: la constitución del Estado es obra del arte.
Al final nos habla de la corrupción que supone para el Estado la aparición de representantes, y nos da algunas indicaciones sobre su concepto de «asamblea».

### Libro cuarto
Este cuarto y último libro comienza hablando de la bondad y rectitud de los hombres sencillos. Estos necesitan pocas leyes; Rousseau se siente emocionado «cuando se ve en la nación más feliz del mundo a grupos de campesinos resolver los asuntos del Estado bajo una encina y conducirse siempre con acierto» (pág 103). Vuelve a insistir en la noción de voluntad general, «la voluntad constante de todos los miembros del Estado» (pág 107).
Tras hablar de las elecciones, hace un largo capítulo sobre la historia de Roma y, a continuación, defiende la necesidad de la dictadura como elemento para prevenir y solucionar los momentos de crisis en las repúblicas. También entiende que es necesario la censura, que es la manifestación de la opinión pública. Al final de este capítulo ataca a la religión cristiana, pues es incompatible con la libertad; lo cristiano es opuesto a la república. Rousseau aboga por una profesión de fe completamente civil y propone frente a los dogmas de religión las normas de sociabilidad.